# Serie Latinoamericana
La Serie Latinoamericana fue una competencia de béisbol que reunía anualmente a los equipos ganadores de las ligas invernales profesionales de los países que integraban la Asociación Latinoamericana de Béisbol Profesional (ALBP): Argentina, Colombia, Curazao, México, Nicaragua y Panamá. 

En el caso de México, el representante fue el campeón de la Liga Veracruzana Estatal de Béisbol Cada equipo estaba reforzado con los mejores jugadores del resto de los equipos de la liga a la que pertenecía.
La competición fue descontinuada donde el campeón de la Serie del Caribe se clasificaba automáticamente a este evento continental donde la crisis de la pandemia más las crisis políticas ocasionaron su desaparición siendo sustituida por la Serie Intercontinental

## Historia

### Antecedentes
El 10 de febrero de 2012 el entonces presidente de la Liga Colombiana de Béisbol Profesional junto a directivos de la Liga Invernal Veracruzana, organizaron la Serie Internacional de Béisbol México-Colombia entre los campeones de ambas competiciones, en donde se enfrentaron en una serie de 3 juegos el local Toros de Sincelejo y los Brujos de Los Tuxtlas, en el Estadio Once de Noviembre de Cartagena, Colombia.
- Juego 1: 10 de febrero Toros 13-2 Brujos
- Juego 2: 11 de febrero Brujos 6-5 Toros
- Juego 3: 12 de febrero Toros 3-2 Brujos

### Primera edición
Con la creación de la Asociación Latinoamericana de Béisbol Profesional con sede en la ciudad de Panamá, se materializó la idea de crear una serie que integrara a los equipos latinos del béisbol profesional.
La primera Serie Latinoamericana se realizó del 1 al 4 de febrero de 2013 en Veracruz, México, lo cual se definió en 2012 en Panamá. Fue la edición en la que se disputaron menos juegos con un total de 6, además de tener un formato distinto al actual, el cual constó de dos juegos de eliminación directa por sorteo como primera fase, en donde los ganadores disputaron un juego por el pase a la final y los perdedores un juego por el pase a semifinales.
En la primera edición, los equipos participantes fueron:
| País      | Liga                                   | Equipo                   |
| --------- | -------------------------------------- | ------------------------ |
| Colombia  | Liga Colombiana de Béisbol Profesional | Caimanes de Barranquilla |
| México    | Liga Invernal Veracruzana              | Brujos de Los Tuxtlas    |
| Nicaragua | Liga de Béisbol Profesional Nacional   | Tigres de Chinandega     |
| Panamá    | Liga Profesional de Béisbol de Panamá  | Caballos de Coclé        |

Para más detalles sobre la primera edición, véase: Serie Latinoamericana 2013.

### Cambio de formato
La segunda se disputó del 28 de enero al 1 de febrero de 2014 en Montería, Colombia. En esta edición se cambió el formato y hubo un aumento en el número de juegos disputados pasando de 6 a 8 en total, sin embargo fue necesario un juego extra debido a un triple empate resuelto por sorteo, dando como resultado un clasificado directo al Pre-play off y dos que jugarían el desempate.

### Últimas ediciones
La tercera se llevó a cabo en Panamá del 27 de enero al 1 de febrero de 2015, siendo la única edición hasta el momento que utilizó dos ciudades para su organización (Ciudad de Panamá y Aguadulce), no hubo cambios en su formato pero tuvo como novedad un triple empate en el primero, segundo y tercer lugar, el cual por las reglas del torneo favoreció al local, por lo que no hubo necesidad de sorteos ni de desempates, teniendo un total de 8 juegos. Asimismo, durante una reunión celebrada en Panamá, en donde estuvieron los representantes de los cuatro países afiliados a la ALBP, se informó que Nicaragua organizaría el evento en 2016, en el Estadio Nacional Dennis Martínez de Managua, en donde se disputaron un total de 9 juegos, debido a que se jugó un partido de desempate entre el tercero y el cuarto lugar de la fase regular para definir al segundo clasificado a la semifinal. Para el 2017 Colombia volvería a ser sede del torneo en la ciudad de Montería luego de no poder realizarse en Xalapa, México como se tenía previsto inicialmente, y en cuya edición se tuvo como novedad el cambio en el formato, eliminándose el pre-play off o semifinal, disputándose solamente 7 juegos.

### Ampliación
Para la edición 2018 la Serie Latinoamericana amplió la participación de países con la invitación de un representante de Curazao.
El evento tiene el apoyo de las Grandes Ligas de Béisbol.
El sistema de juego es el mismo del clasificatorio del Clásico Mundial de Béisbol.

### Suspensión y reorganización
El 12 de enero de 2020 a través de un comunicado la ALBP confirmó la suspensión de la edición 2020 de la Serie Latinoamericana indicando que "Probéis" (encargado de organizar el béisbol en Panamá) había decidido retirarse de la asociación. Esto impulsado por su invitación a la Serie del Caribe 2019 y posteriormente a la edición 2020 sumado a los problemas económicos que alegaban y el incumplimiento en las premiaciones y gastos durante la organización de la Serie Latinoamericana de 2015.
Ese mismo año se confirmó la participación de Colombia en la Serie del Caribe lo que finalmente dejó por fuera a dos de los 4 fundadores de la Asociación Latinoamérica de Béisbol Profesional por lo que finalmente la Serie Latinoamericana fue descontinuada.

## Participantes
Participan los equipos campeones de cada liga integrante de la ALBP reforzados con peloteros nacionales y extranjeros, para un total de veinticinco integrantes, un mánager, cuatro coaches y personal de apoyo.
| País      | Liga                                   | Desde |
| --------- | -------------------------------------- | ----- |
| Argentina | Liga Argentina de Béisbol              | 2019  |
| Colombia  | Liga Colombiana de Béisbol Profesional | 2013  |
| Curazao   | Curaçao Winter League                  | 2018  |
| México    | Liga Invernal Veracruzana              | 2013  |
| México    | Liga Veracruzana Estatal de Béisbol    | 2017  |
| Nicaragua | Liga de Béisbol Profesional Nacional   | 2013  |
| Panamá    | Liga Profesional de Béisbol de Panamá  | 2013  |

- Cada equipo representa a su país como selección, el uniforme es el utilizado en el clasificatorio del Clásico Mundial de Béisbol.
- En el lado izquierdo, la bandera del país; en el derecho, el logo de la liga respectiva.
- En la manga, el logo de la ALBP.
- Cada país tiene derecho a usar logos de patrocinadores en el pecho, el abdomen y la pierna.

## Campeones
A continuación se muestran las ediciones disputadas y por disputar:
| Año  | Sede     | Campeón               | Resultado     | Subcampeón               | Mánager        | Récord        |
| ---- | -------- | --------------------- | ------------- | ------------------------ | -------------- | ------------- |
| 2013 | Veracruz | Brujos de Los Tuxtlas | 1-0           | Tigres de Chinandega     | Pedro Meré     | 3-1           |
| 2014 | Montería | Tigres de Cartagena   | 9-1           | Brujos de Los Tuxtlas    | Donaldo Méndez | 3-2           |
| 2015 | Panamá   | Leones de Montería    | 1-0           | Caballos de Coclé        | Luis Urueta    | 4-1           |
| 2016 | Managua  | Gigantes de Rivas     | 12-3          | Caimanes de Barranquilla | Germán Mesa    | 3-1           |
| 2017 | Montería | Tigres de Chinandega  | 4-0           | Leones de Montería       | Lenin Picota   | 3-1           |
| 2018 | Managua  | Tigres de Chinandega  | 9-1           | Tobis de Acayucan        | Lenin Picota   | 4-0           |
| 2019 | Veracruz | Leones de León        | 3-1 (11)      | Tobis de Acayucan        | Sandor Guido   | 7-0           |
| 2020 | Panamá   | No se disputó         | No se disputó | No se disputó            | No se disputó  | No se disputó |

### Títulos por país
| País      | Cantidad | Años                    |
| --------- | -------- | ----------------------- |
| Nicaragua | 4        | 2016, 2017, 2018 y 2019 |
| Colombia  | 2        | 2014, 2015              |
| México    | 1        | 2013                    |
| Panamá    | 0        |                         |
| Curazao   | 0        |                         |

### Títulos por equipo
| Equipo                   | Títulos | Subtítulos | Años de Campeonato | Años de Subcampeonato |
| ------------------------ | ------- | ---------- | ------------------ | --------------------- |
| Tigres de Chinandega     | 2       | 1          | 2017, 2018         | 2013                  |
| Brujos de Los Tuxtlas    | 1       | 1          | 2013               | 2014                  |
| Leones de Montería       | 1       | 1          | 2015               | 2017                  |
| Tigres de Cartagena      | 1       | 0          | 2014               |                       |
| Gigantes de Rivas        | 1       | 0          | 2016               |                       |
| Leones de León           | 1       | 0          | 2019               |                       |
| Tobis de Acayucan        | 0       | 2          |                    | 2018, 2019            |
| Caballos de Coclé        | 0       | 1          |                    | 2015                  |
| Caimanes de Barranquilla | 0       | 1          |                    | 2016                  |

## Clasificación histórica

### Por equipos
La clasificación histórica de la Serie Latinoamericana es un resumen estadístico de los equipos que han participado en cada una de las ediciones del torneo.
| Pos. | Equipo                   | Part. | JJ | JG | JP | %     | Última |
| ---- | ------------------------ | ----- | -- | -- | -- | ----- | ------ |
| 1.   | Tigres de Chinandega     | 3     | 11 | 9  | 2  | .818  | 2018   |
| 2.   | Leones de León           | 1     | 7  | 7  | 0  | 1.000 | 2019   |
| 3.   | Tobis de Acayucan        | 3     | 16 | 7  | 9  | .437  | 2019   |
| 4.   | Leones de Montería       | 2     | 9  | 6  | 3  | .667  | 2017   |
| 5.   | Brujos de Los Tuxtlas    | 3     | 11 | 6  | 5  | .545  | 2015   |
| 6.   | Gigantes de Rivas        | 2     | 8  | 4  | 4  | .500  | 2016   |
| 7.   | Caimanes de Barranquilla | 3     | 13 | 4  | 9  | .308  | 2019   |
| 8.   | Tigres de Cartagena      | 1     | 5  | 3  | 2  | .600  | 2014   |
| 9.   | Caballos de Coclé        | 2     | 7  | 3  | 4  | .429  | 2015   |
| 10.  | Chileros de Xalapa       | 2     | 9  | 3  | 6  | .333  | 2019   |
| 11.  | Panamá Metro             | 1     | 3  | 2  | 1  | .667  | 2017   |
| 12.  | Indios del Bóer          | 1     | 4  | 2  | 2  | .500  | 2015   |
| 13.  | Nacionales de Panamá     | 1     | 4  | 2  | 2  | .500  | 2016   |
| 14.  | Indios de Urracá         | 1     | 5  | 2  | 3  | .400  | 2014   |
| 15.  | Falcons de Córdoba       | 1     | 5  | 2  | 3  | .400  | 2019   |
| 16.  | Toros de Herrera         | 1     | 6  | 2  | 4  | .333  | 2019   |
| 17.  | Wildcats KJ74            | 1     | 4  | 1  | 3  | .250  | 2018   |
| 18.  | Bravos de Urracá         | 1     | 3  | 0  | 3  | .000  | 2018   |

### Por país
La clasificación histórica de la Serie Latinoamericana es un resumen estadístico de los países que han participado en cada una de las ediciones del torneo.
| Pos. | Equipo    | Part. | JJ | JG | JP | %    |
| ---- | --------- | ----- | -- | -- | -- | ---- |
| 1.   | Nicaragua | 7     | 30 | 22 | 8  | .733 |
| 2.   | México    | 8     | 36 | 16 | 20 | .444 |
| 2.   | Colombia  | 6     | 27 | 13 | 14 | .481 |
| 3.   | Panamá    | 7     | 28 | 11 | 17 | .407 |
| 5.   | Argentina | 1     | 5  | 2  | 3  | .400 |
| 6.   | Curazao   | 1     | 4  | 1  | 3  | .250 |

## Detalles de participaciones
| Edición | Sede         | Campeón               | Subcampeón            | Tercer Lugar         | Cuarto Lugar                | Quinto lugar       | Sexto Lugar              |
| ------- | ------------ | --------------------- | --------------------- | -------------------- | --------------------------- | ------------------ | ------------------------ |
| 2013    | Veracruz     | Brujos de Los Tuxtlas | Tigres de Chinandega  | Caballos de Coclé    | Caimanes de Barranquilla    | No hubo            | No hubo                  |
| 2014    | Montería     | Tigres de Cartagena   | Brujos de Los Tuxtlas | Indios de Urracá     | Gigantes de Rivas           | No hubo            | No hubo                  |
| 2015    | Panamá       | Leones de Montería    | Caballos de Coclé     | Indios del Bóer      | Brujos de San Andrés Tuxtla | No hubo            | No hubo                  |
| 2016    | Managua      | Gigantes de Rivas     | Caimanes de Lorica    | Nacionales de Panamá | Tobis de Acayucan           | No hubo            | No hubo                  |
| 2017    | Montería     | Tigres de Chinandega  | Leones de Montería    | Pamaná Metro         | Chileros de Xalapa          | No hubo            | No hubo                  |
| 2018    | Managua      | Tigres de Chinandega  | Tobis de Acayucan     | Wildcats KJ74        | Bravos de Urracá            | No hubo            | No hubo                  |
| Edición | Sede         | Campeón               | Subcampeón            | Semifinales          | Semifinales                 | Primera ronda      | Primera ronda            |
| 2019    | Veracruz     | Leones de León        | Tobis de Acayucan     | Toros de Herrera     | Chileros de Xalapa          | Falcons de Córdoba | Caimanes de Barranquilla |
| 2020    | Panamá       | Por definir           | Por definir           | Por definir          | Por definir                 | Por definir        | Por definir              |
| 2021    | Barranquilla | Por definir           | Por definir           | Por definir          | Por definir                 | Por definir        | Por definir              |
| 2022    | Managua      | Por definir           | Por definir           | Por definir          | Por definir                 | Por definir        | Por definir              |

### Historial general
Muestra un resumen de las posiciones en las que han quedado las representaciones de cada país en todas las ediciones.
| País      | 1.er Puesto | 2.do Puesto | 3.er Puesto | 4.to Puesto |
| --------- | ----------- | ----------- | ----------- | ----------- |
| Nicaragua | 4           | 1           | 1           | 1           |
| Colombia  | 2           | 2           | 0           | 1           |
| México    | 1           | 3           | 0           | 3           |
| Panamá    | 0           | 1           | 4           | 1           |
| Curazao   | 0           | 0           | 1           | 0           |

## Ciudades sede de la Serie Latinoamericana
Nicaragua (3 veces sede):
- Managua: 3

 Colombia (3 veces sede):
- Montería: 2
- Barranquilla: 1

 México (2 veces sede):
- Veracruz: 2

 Panamá (2 veces sede):
- Panamá: 2

 Curazao (1 vez sede):
- Por determinar

 Argentina (1 vez sede):
- Por determinar

* Se consideran también las sedes ya designadas de 2019 a 2024.

## Derechos de televisión
- RTV tuvo los derechos del primer torneo, que se realizó en México.
- Canal Versus de Claro Sports tuvo los derechos del segundo torneo, que se realizó en Colombia.
- TVMax tuvo los derechos del tercer torneo, que se realizó en Panamá.
- Canal 4 de Claro Sports tuvo los derechos del cuarto torneo, que se realizó en Nicaragua.
- Canal Montería de YouTube transmitió los juegos del quinto torneo, realizado en Colombia.[14]
- Viva Nicaragua Canal 13 tuvo los derechos del sexto torneo, que se realizó en Nicaragua.[15]